# Impuls electromagnètic
Un pols electromagnètic (EMP), també conegut com a pertorbació electromagnètica transitòria (TED), és una breu explosió d'energia electromagnètica. L'origen d'un EMP pot ser natural o artificial, i pot ocórrer com a camp electromagnètic, com a camp elèctric, com a camp magnètic o com a corrent elèctric conduït. La interferència electromagnètica causada per un EMP pot interrompre les comunicacions i danyar els equips electrònics. Un EMP com un llamp pot danyar físicament objectes com ara edificis i avions. La gestió dels efectes EMP és una branca de l'enginyeria de compatibilitat electromagnètica (EMC).
El primer dany registrat d'un pols electromagnètic va arribar amb la tempesta solar de l'agost de 1859, o l'esdeveniment Carrington.
En la guerra moderna, les armes que proporcionen un pols EMP d'alta energia estan dissenyades per interrompre equips de comunicacions, els ordinadors necessaris per operar avions de guerra moderns, o fins i tot posar fora de servei tota la xarxa elèctrica d'un país objectiu.

## Característiques generals
Un pols electromagnètic és un curt augment d'energia electromagnètica. La seva curta durada significa que s'estendrà en un rang de freqüències. Els llegums es caracteritzen normalment per:
- El mode de transferència d'energia (radiada, elèctrica, magnètica o conduïda).
- El rang o espectre de freqüències presents.
- Forma d'ona del pols: forma, durada i amplitud.

L'espectre de freqüència i la forma d'ona del pols estan interrelacionats mitjançant la transformada de Fourier que descriu com les formes d'ona dels components es poden sumar a l'espectre de freqüència observat.
Segons les equacions de Maxwell, un pols d'energia elèctrica sempre anirà acompanyat d'un pols d'energia magnètica. En un pols típic, dominarà la forma elèctrica o la magnètica.
En general, només la radiació actua a llargues distàncies, i els camps magnètics i elèctrics actuen a distàncies curtes. Hi ha algunes excepcions, com ara una erupció magnètica solar.

### Tipus d'energia
- Camp elèctric
- Camp magnètic
- Radiació electromagnètica
- Conducció elèctrica

## Tipus
Un EMP sorgeix quan la font emet un pols d'energia de curta durada. L'energia sol ser de banda ampla per naturalesa, tot i que sovint provoca una resposta d'ona sinusoïdal amortida de banda relativament estreta a l'entorn circumdant. Alguns tipus es generen com a trens de polsos repetitius i regulars.
Diferents tipus d'EMP sorgeixen d'efectes naturals, artificials i d'armes.
Els tipus d'esdeveniments EMP naturals inclouen:
- Pols electromagnètic del llamp (LEMP). La descàrrega és típicament un flux de corrent inicial de potser milions d'ampers, seguit d'un tren de polsos d'energia decreixent.
- Descàrrega electroestàtica (ESD), com a resultat de la proximitat o fins i tot el contacte de dos objectes carregats.
- EMP meteorològic. La descàrrega d'energia electromagnètica resultant de l'impacte d'un meteoroide amb una nau espacial o de la ruptura explosiva d'un meteoroide que passa per l'atmosfera terrestre.
- Ejecció de massa coronal (CME), de vegades anomenada EMP solar. Un esclat de plasma i el camp magnètic que l'acompanya, expulsat de la corona solar i alliberat al vent solar.

Els tipus d'esdeveniments d'EMP (civils) creats per l'home inclouen:
- Acció de commutació dels circuits elèctrics, ja sigui aïllat o repetitiu (com un tren de polsos).
- Els motors elèctrics poden crear un tren de polsos a mesura que els contactes elèctrics interns fan i trenquen connexions a mesura que l'induït gira.
- Els sistemes d'encesa del motor de gasolina poden crear un tren de polsos a mesura que les bugies s'engeguen o s'encenen.
- Accions de commutació contínua dels circuits electrònics digitals.
- Sobretensió de la línia elèctrica. Aquests poden ser de fins a diversos quilovolts, suficients per danyar els equips electrònics que no estan prou protegits.

Els tipus d'EMP militar inclouen:
- Pols electromagnètic nuclear (NEMP), com a resultat d'una explosió nuclear. Una variant d'això és l'EMP nuclear d'altitud (HEMP), que produeix un pols secundari a causa de les interaccions de partícules amb l'atmosfera i el camp magnètic de la Terra.
- Armes d'impuls electromagnètic no nuclear (NNEMP).

### Llamp
Els llamps són inusuals, ja que normalment tenen una descàrrega "líder" preliminar de baixa energia acumulada fins al pols principal, que al seu torn pot ser seguit a intervals de diverses ràfegues més petites.

### Descàrrega electroestàtica (ESD)
Els esdeveniments ESD es caracteritzen per altes tensions de molts kV, però els corrents petits de vegades provoquen espurnes visibles. L'ESD es tracta com un petit fenomen localitzat, encara que tècnicament un llamp és un esdeveniment d'ESD molt gran. L'ESD també pot ser creada per l'home, com en el xoc rebut d'un generador Van de Graaff.

### Polsos de commutació
L'acció de commutació d'un circuit elèctric crea un canvi brusc en el flux d'electricitat. Aquest canvi brusc és una forma d'EMP.

### Pols electromagnètic nuclear (NEMP)
Un pols electromagnètic nuclear és el pols brusc de radiació electromagnètica resultant d'una explosió nuclear. Els camps elèctrics i els camps magnètics que canvien ràpidament resultant poden acoblar-se amb sistemes elèctrics/electrònics per produir pujades de corrent i tensió perjudicials.

### Pols electromagnètic no nuclear (NNEMP)
El pols electromagnètic no nuclear (NNEMP) és un pols electromagnètic generat per armes sense utilitzar tecnologia nuclear. Els dispositius que poden assolir aquest objectiu inclouen un gran banc de condensadors de baixa inductància descarregat en una antena d'un sol bucle, un generador de microones i un generador de compressió de flux bombat de manera explosiva. Per aconseguir les característiques de freqüència del pols necessàries per a l'acoblament òptim a l'objectiu, s'afegeixen circuits de conformació d'ones o generadors de microones entre la font de pols i l'antena. Els vircators són tubs de buit especialment adequats per a la conversió de polsos d'alta energia al microones.